# Доналдсон (Міннесота)
Доналдсон (англ. Donaldson) — місто (англ. city) в США, в окрузі Кіттсон штату Міннесота. Населення — 20 осіб (2020).

## Географія
Доналдсон розташований за координатами 48°34′28″ пн. ш. 96°53′51″ зх. д. / 48.57444° пн. ш. 96.89750° зх. д. (48.574426, -96.897582).  За даними Бюро перепису населення США в 2010 році місто мало площу 2,14 км², з яких 2,14 км² — суходіл та 0,00 км² — водойми. В 2017 році площа становила 1,79 км², з яких 1,79 км² — суходіл та 0,00 км² — водойми.

## Демографія
Згідно з переписом 2010 року, у місті мешкали 42 особи в 17 домогосподарствах у складі 12 родин. Густота населення становила 20 осіб/км².  Було 21 помешкання (10/км²).
Расовий склад населення:
| - 100,0 % — білих |

До двох чи більше рас належало 0,0 %. Частка іспаномовних становила 0,0 % від усіх жителів.
За віковим діапазоном населення розподілялося таким чином: 28,6 % — особи молодші 18 років, 50,0 % — особи у віці 18—64 років, 21,4 % — особи у віці 65 років та старші. Медіана віку мешканця становила 39,0 року. На 100 осіб жіночої статі у місті припадало 121,1 чоловіків;  на 100 жінок у віці від 18 років та старших — 150,0 чоловіків також старших 18 років.
Цивільне працевлаштоване населення становило 11 осіб. Основні галузі зайнятості: виробництво — 90,9 %, сільське господарство, лісництво, риболовля — 9,1 %.